# Neely Edwards
Neely Edwards, nato Cornelius Limbach (Delphos, 16 settembre 1883 – Woodland Hills, 10 luglio 1965), è stato un attore statunitense.

## Filmografia parziale
- The Hungry Actors, regia di Hal Roach (1915)
- You Never Can Tell, regia di Chester M. Franklin (1920)
- The Little Clown, regia di Thomas N. Heffron (1921)
- Fatty e i suoi milioni (Brewster's Millions), regia di Joseph Henabery (1921)
- The Green Temptation, regia di William Desmond Taylor (1922)
- Made for Love, regia di Paul Sloane (1926)
- Footloose Widows, regia di Roy Del Ruth (1926)
- The Princess on Broadway, regia di Dallas M. Fitzgerald (1927)
- Mississipi (Show Boat), regia di Harry A. Pollard (1929)
- Cercatrici d'oro (Gold Diggers of Broadway), regia di Roy Del Ruth (1929)
- Dinamite (Dynamite), regia di Cecil B. DeMille (1929)
- Scarlet Pages, regia di Ray Enright (1930)
- Love, Honor and Oh, Baby!, regia di Edward Buzzell (1933)
- Hat Check Honey, regia di Edward F. Cline (1944)
- Patrick the Great, regia di Frank Ryan (1945)